# تويوتا كامري
تويوتا كامري (بالإنجليزية: Toyota Camry)‏، هي سيارة سيدان متوسطة الحجم صنعت من قبل شركة تصنيع السيارات اليابانية تويوتا وتُباع دوليًا منذ عام 1982، وأنتج منها عدة أجيال. كانت في الأصل مدمجة الحجم (ضيقة الهيكل)، لكن كامري نمت منذ التسعينيات لتناسب تصنيف السيارات متوسطة الحجم (عريضة الهيكل) على الرغم من أن العرضين تعايشا في ذلك العقد. منذ إطلاق الإصدارات عريضة الهيكل، تم الإشادة بكامري من قبل تويوتا باعتبارها "سيارة عالمية" ثانية للشركة بعد كورولا. واعتبارًا من عام 2022، تعتبر كامري في مرتبة أعلى من كورولا وتحت أفالون أو كراون في العديد من الأسواق.
في اليابان، كانت كامري حصرية في البداية لوكالات البيع بالتجزئة لمتجر تويوتا كورولا. كما أُنتجت نسخة أخرى من السيارات ذات الهيكل الضيق في اليابان تحت اسم تويوتا فيستا التي تم تقديمها أيضًا في عام 1982 وبيعت في مواقع متجر تويوتا فيستا. كانت هناك أيضًا نسخ تعمل بوقود الديزل تُباع في متجر تويوتا للديزل. كانت فيستا أرديو نسخة واجن من فيستا V501.

## تاريخ
استخدم اسم كامري بين عامي 1979 و1982 لطراز سيدان بأربعة أبواب في اليابان، المعروف باسم سيلكا كامري. وعندما أصبح كامري خط إنتاج مستقل في عام 1982 مع سلسلة V10، قدمت تويوتا هذا الطراز كسيارة هاتشباك بخمسة أبواب إلى جانب السيدان. في عام 1986، قدمت تويوتا سلسلة كامري V20، حيث استبدلت الهاتشباك بسيارة ستيشن واغن، وظهرت سيارات السيدان ذات السقف الصلب بشكل حصري في اليابان. وفي عام 1990 استبدلت سلسلة V20 بطرازي V30 سيدان وسقف صلب، لكن هذه السلسلة كانت حصرية لليابان، نظرًا لوجود لوائح ضريبية في ذلك البلد تطلب الحفاظ على الهيكل الضيق الذي كان مستخدمًا في الأجيال السابقة من كامري.
ومع ذلك، أدى الطلب الخارجي المتزايد على كامري إلى تطوير طرازات XV10 ذات الهيكل العريض، والتي ظهرت في عام 1991. كما تم تقديم طراز تويوتا سيبتر في اليابان بنفس الهيكل العريض. في عام 1993، تم إصدار نسخة كوبيه من XV10، التي انفصلت في عام 1998 لتصبح خط إنتاج مستقل تحت اسم كامري سولارا.
استمر طراز XV10 العريض دون تغيير عندما قدمت السوق اليابانية سلسلة V40 ذات الهيكل الضيق في عام 1994 لتحل محل V30. ثم قدم طراز XV20 في عام 1996 تحت اسم كامري غراسيا في اليابان. ومع توقف تصنيع V40 في عام 1998، أصبحت كامري في اليابان متوافقة مع الطرازات المباعة في الأسواق العالمية. في عام 1999، تم إسقاط اسم غراسيا من سيارات السيدان اليابانية، لكن الستيشن واغن احتفظت بهذا الاسم حتى توقف إنتاجها في عام 2001. ومنذ عام 1998، توقف استخدام اسم فيستا المرتبط بـ كامري ليصبح خط إنتاج مستقل تحت اسم V50.
في عام 2001، تم تقديم الطراز العريض XV30، الذي أصبح يُباع فقط كسيدان مع تقديم تصميمين مختلفين للأمام والخلف، حيث تلقت اليابان ومعظم الأسواق العالمية تصميمًا واحدًا، بينما تلقت أسواق شرق وجنوب شرق آسيا تصميمًا أكثر تحفظًا. في عام 2006، أصبح طراز XV40 مشتقًا من أوريون نموذجًا أساسيًا لـ كامري الأكثر تحفظًا في هذه المنطقة. في عام 2011، تم تقديم XV50، الذي استمر حتى عام 2019، مع تزايد الأسواق التي اعتمدت الألواح البديلة مثل اليابان وأوروبا الشرقية. الطراز الحالي هو XV70.
عندما أطلقت تويوتا علامتها الفاخرة لكزس في عام 1989، قدمت نسخة مشتقة من سيدان كامري/فيستا ذات السقف الصلب تحت اسم لكزس ES، والتي استمرت حتى اليوم، على الرغم من أن ES أصبحت تبتعد عن كامري مع مرور الأجيال. بين عامي 2000 و2010، ومن 2012 إلى 2023، قدمت ديهاتسو نسخة معدلة من كامري تحت اسم ديهاتسو ألتيس في اليابان فقط. كما قدمت تويوتا تعديلات في أستراليا على العلامة التجارية مع هولدن أبولو [الإنجليزية] بين عامي 1989 و1996، وأطلقت في عام 1993 نسخًا مزودة بمحركات V6 تحت اسم كامري فينتا، التي أصبحت تويوتا فينتا في عام 1995 حتى توقف استخدام الاسم في عام 2000. بين عامي 2006 و2017، كان طراز تويوتا أوريون في أستراليا مشتقًا من كامري V6، ولكن مع تصميمات أمامية وخلفية معدلة وداخلية مجددة جزئيًا.
في أواخر عام 2023، توقفت مبيعات كامري في السوق اليابانية بعد 43 عامًا بسبب ضعف المبيعات.

## الهيكل الضيق

### (1979–1982) كامري سيلكا (A40/A50)

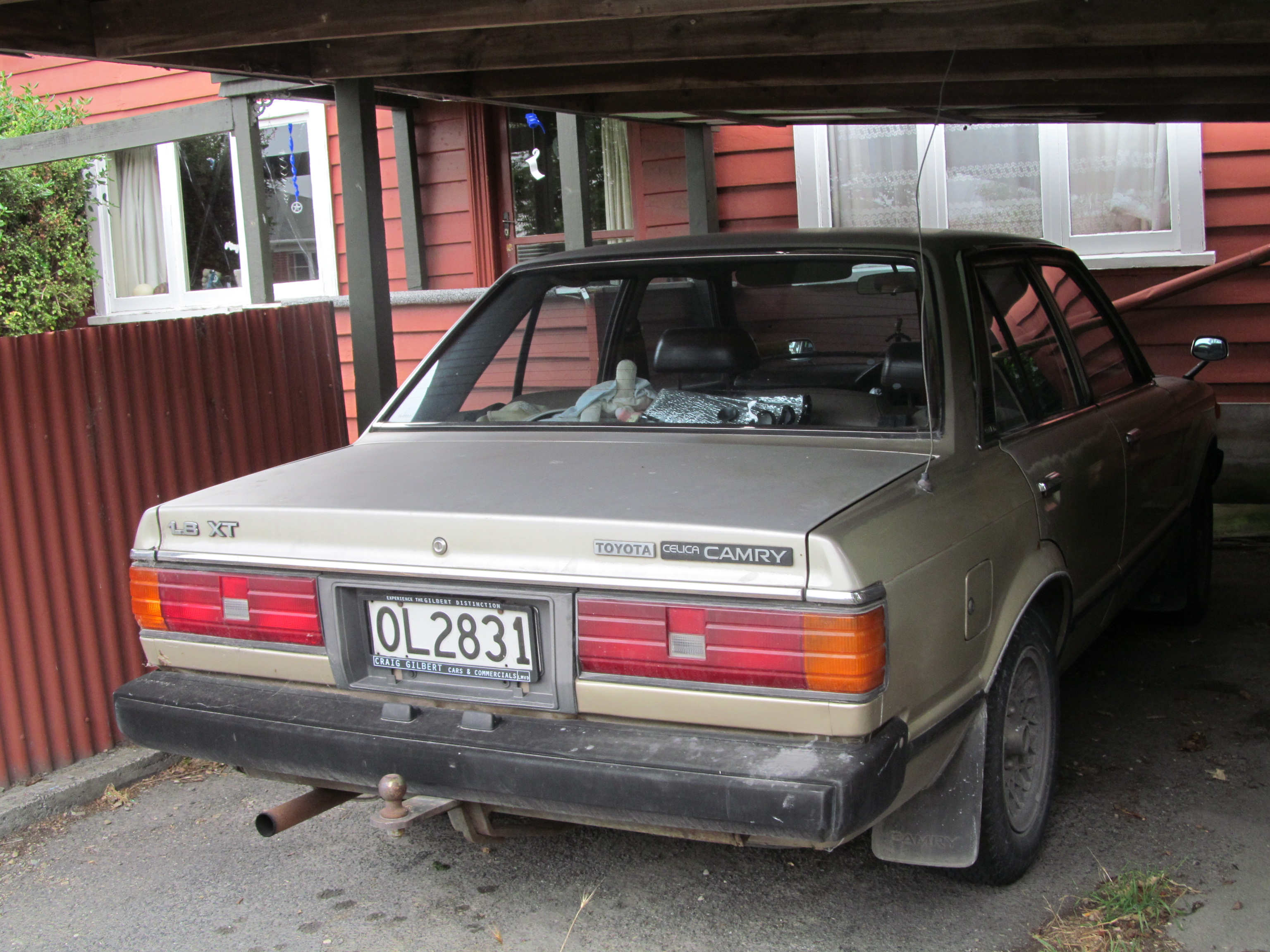
منظر خلفي لسيارة تويوتا سيليكا كامري 1.8 XT (1982).

نشأت تسمية "كامري" من سيارة سيدان رباعية الأبواب مشابهة لتويوتا سيليكا تُدعى سيليكا كامري. أطلقت تويوتا على هذه النسخة الأولى من اسم كامري سلسلة A40/A50. بدأت سيليكا كامري مبيعاتها في يناير 1980 في وكالات البيع بالتجزئة لمتجر تويوتا كورولا في اليابان. بدأ الإنتاج في وقت سابق في ديسمبر 1979 في مصنع تسوتسومي في تويوتا، آيتشي. وعلى الرغم من موقعها التسويقي، تشترك سيليكا كامري في عدد قليل من المكونات مع سابقتها سيلكا، بل تتشابه أكثر مع "كارينا" (A40/A50). قامت تويوتا بتعديل الكارينا عن طريق إطالة الجهة الأمامية وإضافة عناصر تصميم مثل شبكة على شكل حرف T التي تشبه طراز سيلكا XX/Supra (A40). وبالتالي، لا يمكن اعتبار سيليكا كامري الجيل الأول من كامري، بل هي الطراز الذي سبقها.
تعتمد سيليكا كامري على تصميم المحرك الأمامي والدفع الخلفي، وفي طراز A40، كان يتميز بنظام تعليق محوري ثابت مكون من أربع وصلات مع محركات بنزين رباعية الأسطوانات بسعة 1.6 لتر (للطراز 12T-U TA41) و1.8 لتر (للطراز 13T-U TA46). شملت الفئات الأولى من الطراز: 1600 LT، 1600 XT، 1800 LT، 1800 XT، و1800 XT Super Edition.
في أغسطس 1980، أطلقت تويوتا طرازات أعلى تجهيزًا مزودة بنظام تعليق مستقل لجميع العجلات، والتي تمثلها سلسلة A50 (دعامات ماكفرسون [الإنجليزية] في الأمام، نظام تعليق ذراع شبه متتبع في الخلف؛ مكابح قرصية لجميع العجلات). بالنسبة لسلسلة TA57 1800 SX، تم تزويدها بمحرك 3T-EU بسعة 1.8 لتر. كما قامت تويوتا بإدخال فئات جديدة بسعة 2.0 لتر، مثل 2000 SE المزود بمحرك 21R-U و2000 GT المعتمد على محرك 18R-GEU تحت الرمزين RA56 وRA55.
كانت سيليكا كامري متوفرة بستة ألوان خارجية مع خيارات داخلية باللون الأزرق أو الرمادي أو البني، بينما قدم طراز XT Super Edition طلاء خارجي ثنائي اللون بني داكن فوق بني فاتح. كانت السيارة مجهزة أيضًا بمقود معزز قابل للتعديل، وتكييف هواء، واختيارين لأنظمة الصوت، بالإضافة إلى خيار ساعة رقمية أو تناظرية كهربائية، ومزيل صقيع للنافذة الخلفية، وقفل أمان للأطفال على الباب الخلفي. أما المرايا الجانبية المثبتة على الأجنحة الأمامية للعجلات الأمامية فكانت قابلة للتعديل كهربائيًا في الطرازات ذات التجهيزات الأعلى، ويدويًا في الطرازات الأساسية. كانت عجلات الألومنيوم المسبوكة مشتركة بين سيليكا وسوبرا في الطرازات عالية التجهيز.

## الهيكل العريض

### (2023–الآن) XV80
تم الكشف عن تويوتا كامري XV80 في 14 نوفمبر 2023، وعرضت في معرض لوس أنجلوس للسيارات 2023. تعتمد هذه السيارة على نفس منصة GA-K المستخدمة في الجيل السابق، مع الاحتفاظ بالبنية الأساسية للهيكل، والأبواب الأمامية، وخط السقف.
على عكس الأجيال السابقة، لا تتوفر كامري XV80 بمحرك بنزين تقليدي في أسواق مثل أمريكا الشمالية وأوروبا. وبينما لا تزال كامري تُصنع في اليابان، تُعد XV80 أول نسخة من كامري غير متوفرة في السوق الياباني المحلي، إذ تصدر حصريًا إلى أسواق أخرى.

## تويوتا كامري هايبرد
تويوتا كامري هايبرد (بالإنجليزية: Toyota Camry Hybrid)‏ هي النسخة الهجينة من طراز كامري الصالون الذي تنتجه شركة تويوتا للسيارات.
تم تقديمها للمرة الأولى في مايو عام 2006م بمعرض أمريكا الشمالية الدولي للسيارات وتم بيع حوالي 60000 وحدة سنوياً أي 15% من إجمالي مبيعات طراز كامري. كما تم إنتاج نسخة للذكري الخمسين لتويوتا بالولايات المتحدة وكان عددهم 3000 وحدة.
زودت بمحرك من 4 اسطوانات بنزيني قوة 147 حصان بالإضافة إلى محرك كهربائي بقوة أقصاها 40 حصاناً لتأتي السيارة بحد أقصى 187 حصان. تم تحديد استهلاكها للبنزين ب 38 ميلاً للجالون (داخل المدينة) و 40 ميلاً (على الطرق السريعة).

## فئات الكامري
| الفئة                               | حجم المحرك | سعة المحرك | قوة المحرك بالحصان | عدد الاسطوانات   |
| ----------------------------------- | ---------- | ---------- | ------------------ | ---------------- |
| تويوتا كامري LE ستاندرد 2019        | 2500 سي سي | 2.5 لتر    | 204 حصان           | رباعي الاسطوانات |
| تويوتا كامري LE ستاندرد هايبرد 2019 | 2500 سي سي | 2.5 لتر    | 175 حصان           | رباعي الاسطوانات |
| تويوتا كامري GLE 2019               | 2500 سي سي | 2.5 لتر    | 204 حصان           | رباعي الاسطوانات |
| تويوتا كامري SE 2019                | 2500 سي سي | 2.5 لتر    | 204 حصان           | رباعي الاسطوانات |
| تويوتا كامري جي إل إي هايبرد 2019   | 2500 سي سي | 2.5 لتر    | 175 حصان           | رباعي الاسطوانات |
| تويوتا كامري SE V6 2019             | 3500 سي سي | 3.5 لتر    | 297 حصان           | سداسي الاسطوانات |
| تويوتا كامري جراندي 2019            | 3500 سي سي | 3.5 لتر    | 297 حصان           | سداسي الاسطوانات |
| تويوتا كامري جراندي هايبرد 2019     | 3500 سي سي | 2.5 لتر    | 175 حصان           | رباعي الاسطوانات |
| تويوتا كامري لومير هايبرد 2019      | 3500 سي سي | 2.5 لتر    | 202 حصان           | رباعي الاسطوانات |